# ژان وکلن دو لا فرسنه
 ژان وکلن دو لا فرسنه  (به فرانسوی: Jean Vauquelin de La Fresnaye) شاعر قرن شانزدهم میلادی اهل فرانسه است.